# 148-й гвардейский истребительный авиационный полк ПВО
148-й гвардейский истребительный авиационный Краснознамённый полк ПВО (148-й гв. иап ПВО) — воинская часть Военно-воздушных сил (ВВС) Вооружённых Сил РККА, принимавшая участие в боевых действиях Великой Отечественной войны.

## Наименования полка
За весь период своего существования полк несколько раз менял своё наименование:
- истребительный авиационный полк особого назначения ПВО (02.09.1942 г.);
- 910-й истребительный авиационный полк ПВО (14.04.1943 г.);
- 148-й гвардейский истребительный авиационный полк особого назначения ПВО (09.10.1943 г.) (148-й гвардейский истребительный авиационный полк ОСНАЗ ПВО);
- 148-й гвардейский истребительный авиационный Краснознамённый полк особого назначения ПВО (01.07.1944 г.);
- 148-й гвардейский истребительный авиационный Краснознамённый полк (25.10.1952 г.);
- Полевая почта 10327.

## Создание полка
148-й гвардейский истребительный авиационный полк ПВО образован 9 октября 1943 года путём переименования 910-го истребительного авиационного полка ПВО в гвардейский за образцовое выполнение боевых задач и проявленные при этом мужество и героизм на основании Приказа НКО СССР.

## Расформирование полка
148-й гвардейский истребительный авиационный Краснознамённый полк был расформирован в период с 15.10.1959 г. по 31.12.1959 г. вместе с 97-й иад в 48-й ВА Одесского военного округа.

## В действующей армии
В составе действующей армии:
- с 9 октября 1943 года по 9 мая 1945 года.

## Командиры полка
- гвардии подполковник Терешкин Александр Алексеевич[3], 09.10.1943 — 02.02.194
- гвардии подполковник Мальцев Александр Никитович[3], 12.03.1944 — 31.12.1945

## В составе соединений и объединений
| Период        | Фронт (округ)             | Район                                                                              | Корпус ПВО (Дивизия ПВО)                     | примечание                                                |
| ------------- | ------------------------- | ---------------------------------------------------------------------------------- | -------------------------------------------- | --------------------------------------------------------- |
| 09.10.1943 г. | Западный фронт ПВО        | Воронежский корпусной район ПВО                                                    | 9-й истребительный авиационный корпус ПВО    | Як-1, Як-7б, Як-9                                         |
| 20.11.1943 г. | Западный фронт ПВО        | Киевский корпусной район ПВО                                                       | 9-й истребительный авиационный корпус ПВО    | Як-1, Як-7б, Як-9                                         |
| 01.01.1944 г. | Западный фронт ПВО        | Курский корпусной район ПВО                                                        | 148-я истребительная авиационная дивизия ПВО | 7 Як-1, 13 Як-7б, 7 Як-9                                  |
| 01.03.1944 г. | Западный фронт ПВО        | Львовский корпусной район ПВО                                                      | 148-я истребительная авиационная дивизия ПВО | Як-1, Як-7б, Як-9                                         |
| 10.03.1944 г. | Западный фронт ПВО        | Львовский корпусной район ПВО                                                      | 148-я истребительная авиационная дивизия ПВО | Як-7б и Як-9, все Як-1 исключены из боевого состава полка |
| 20.04.1944 г. | Северный фронт ПВО        | 4-й корпус ПВО                                                                     | 148-я истребительная авиационная дивизия ПВО | Як-7б, Як-9                                               |
| 01.06.1944 г. | Северный фронт ПВО        | 4-й корпус ПВО                                                                     | 148-я истребительная авиационная дивизия ПВО | 3 Як-7б и 27 Як-9                                         |
| 01.07.1944 г. | Северный фронт ПВО        | 83-я дивизия ПВО                                                                   | 148-я истребительная авиационная дивизия ПВО | Як-7б и Як-9                                              |
| 01.08.1944 г. | Северный фронт ПВО        | 83-я дивизия ПВО                                                                   | 148-я истребительная авиационная дивизия ПВО | Як-9, все Як-7б исключены из боевого состава полка        |
| 01.09.1944 г. | Северный фронт ПВО        | 14-й корпус ПВО                                                                    | 148-я истребительная авиационная дивизия ПВО | 34 Як-9                                                   |
| 01.12.1944 г. | Северный фронт ПВО        | 14-й корпус ПВО                                                                    | 148-я истребительная авиационная дивизия ПВО | Як-9, получил 2 Як-3                                      |
| 24.12.1944 г. | Западный фронт ПВО        | 14-й корпус ПВО                                                                    | 148-я истребительная авиационная дивизия ПВО | Як-9, Як-3                                                |
| 01.02.1945 г. | Западный фронт ПВО        | 84-я дивизия ПВО                                                                   | 148-я истребительная авиационная дивизия ПВО | Як-9, Як-3                                                |
| 01.04.1945 г. | Западный фронт ПВО        | 5-й корпус ПВО                                                                     | 148-я истребительная авиационная дивизия ПВО | Як-9, Як-3                                                |
| 01.05.1945 г. | Западный фронт ПВО        | 5-й корпус ПВО                                                                     | 148-я истребительная авиационная дивизия ПВО | 35 Як-9, 2 Як-3                                           |
| 09.05.1945 г. | Западный фронт ПВО        | 5-й корпус ПВО                                                                     | 148-я истребительная авиационная дивизия ПВО | Як-9, Як-3                                                |
| 10.06.1945 г. | ПВО страны                | 20-я воздушная истребительная армия ПВО                                            | 148-я истребительная авиационная дивизия ПВО | Як-9, Як-3                                                |
| 18.06.1946 г. | Московский округ ПВО      | 19-я воздушная истребительная армия ПВО                                            | 106-я истребительная авиационная дивизия ПВО | Як-9, Як-3, Цесис                                         |
| 01.10.1948 г. | Московский округ ПВО      | 19-я воздушная истребительная армия ПВО 33-й истребительный авиационный корпус ПВО | 97-я истребительная авиационная дивизия ПВО  | Як-9, Як-3, Цесис                                         |
| 22.12.1951 г. | Московский округ ПВО      | 19-я воздушная истребительная армия ПВО 33-й истребительный авиационный корпус ПВО | 97-я истребительная авиационная дивизия ПВО  | МиГ-15, убыл в Корею                                      |
| 01.01.1952 г. | Корея                     | 64-й истребительный авиационный корпус                                             | 97-я истребительная авиационная дивизия ПВО  | МиГ-15                                                    |
| 01.09.1952 г. | Корея                     | 64-й истребительный авиационный корпус                                             | 97-я истребительная авиационная дивизия ПВО  | МиГ-15, убыл в СССР                                       |
| 13.09.1952 г. | Бакинский округ ПВО       | 42-я воздушная истребительная армия ПВО                                            | 97-я истребительная авиационная дивизия ПВО  | МиГ-15                                                    |
| 25.10.1952 г. | Таврический военный округ | 52-й истребительный авиационный корпус                                             | 97-я истребительная авиационная дивизия ПВО  | МиГ-15, Саки                                              |
| 05.11.1952 г. | Таврический военный округ | ВВС округа                                                                         | 97-я истребительная авиационная дивизия ПВО  | МиГ-15, Саки                                              |
| 15.05.1956 г. | Одесский военный округ    | 48-я воздушная армия                                                               | 97-я истребительная авиационная дивизия ПВО  | МиГ-17, Саки                                              |
| 15.10.1959 г. | Одесский военный округ    | 48-я воздушная армия                                                               | 97-я истребительная авиационная дивизия ПВО  | МиГ-17, Саки, расформирование                             |
| 31.12.1959 г. | Одесский военный округ    | 48-я воздушная армия                                                               | 97-я истребительная авиационная дивизия ПВО  | МиГ-17, Саки, расформирован                               |

## Участие в операциях и битвах

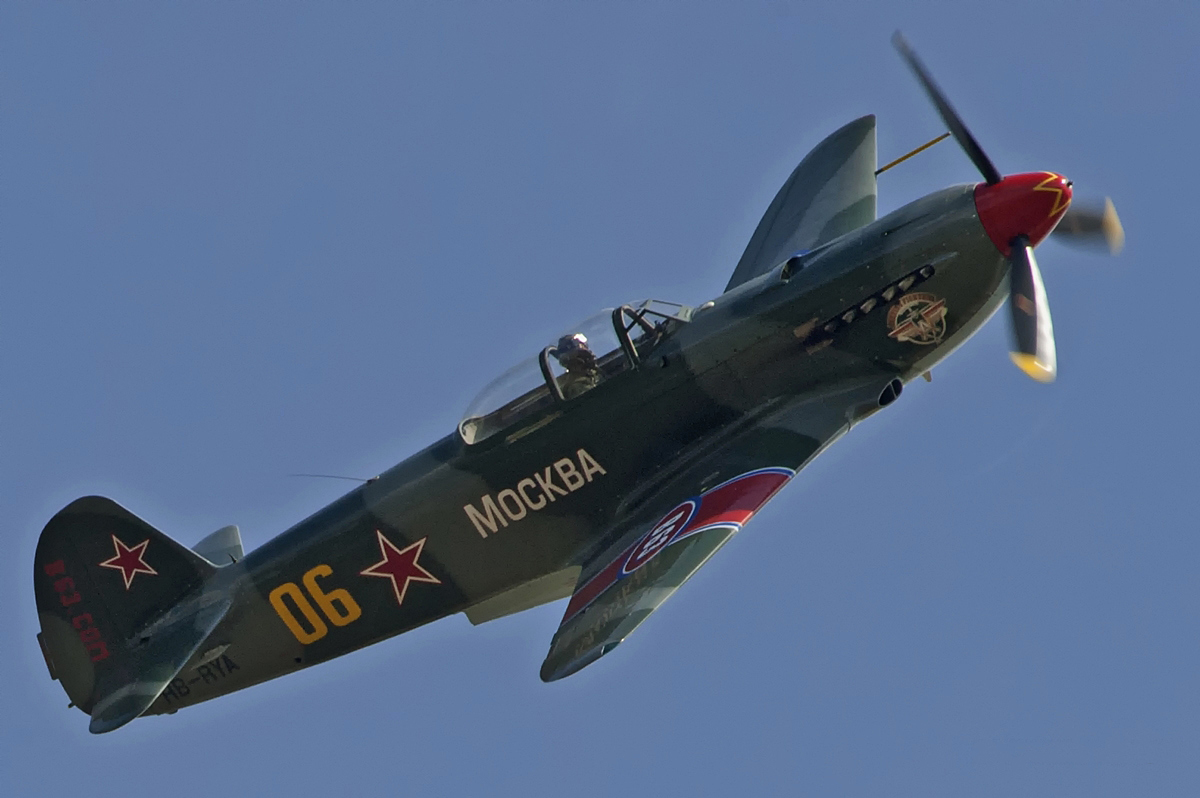
Як-9УМ

Выполнял задачи по прикрытию объектов:
- ПВО в границах Воронежского корпусного района ПВО
- ПВО в границах Курского корпусного района ПВО
- ПВО в границах Киевского корпусного района ПВО
- ПВО в границах Львовского корпусного района ПВО
- ПВО в полосе Воронежского фронта
- ПВО в полосе Степного фронта
- ПВО в полосе 2-го Украинского фронта
- ПВО в полосе 1-го Белорусского фронта

Принимал участие в операциях и битвах:
- Битва за Днепр — с 9 октября 1943 года по 23 декабря 1943 года

## Награды
148-й гвардейский истребительный авиационный полк за образцовое выполнение боевых заданий командования на фронте борьбы с немецкими захватчиками и проявленные при этом доблесть и мужество Указом Президиума Верховного Совета СССР от 1 июля 1944 года награждён орденом Красного Знамени.

## Отличившиеся воины полка
- Иванов Виктор Павлович, капитан, командир эскадрильи 148-го гвардейского истребительного авиационного полка 148-й истребительной авиационной дивизии ПВО 22 августа 1944 года удостоен звания Герой Советского Союза. Золотая Звезда № 4102.
- Иванов Степан Гаврилович, майор, заместитель командира 148-го гвардейского истребительного авиационного полка 148-й истребительной авиационной дивизии ПВО 22 августа 1944 года удостоен звания Герой Советского Союза. Золотая Звезда № 4053.
- Трофимов Евгений Фёдорович, капитан, помощник штурмана 148-го гвардейского истребительного авиационного полка 148-й истребительной авиационной дивизии ПВО 22 августа 1944 года удостоен звания Герой Советского Союза. Золотая Звезда № 4059.
- Часнык Николай Леонтьевич, старший лейтенант, заместитель командира эскадрильи 148-го гвардейского истребительного авиационного полка 148-й истребительной авиационной дивизии ПВО 22 августа 1944 года удостоен звания Герой Советского Союза. Золотая Звезда № 8010.
- Елдышев Анатолий Алексеевич, лейтенант, лётчик 910-го истребительного авиационного полка Особого Назначения 101-й истребительной авиационной дивизии ПВО Воронежско-Борисоглебского дивизионного района ПВО 9 октября 1943 года удостоен звания Герой Советского Союза.

## Статистика боевых действий

### За годы Великой Отечественной войны
Всего за годы Великой Отечественной войны полком:
| Выполнено боевых вылетов | Проведено воздушных боев | Сбито самолётов в воздухе |
| ------------------------ | ------------------------ | ------------------------- |
| 4460                     | 109                      | 162                       |

Свои потери:
| Потеряно самолётов, всего | Погибло лётчиков всего |
| ------------------------- | ---------------------- |
| 15                        | 8                      |

| МиГ-17 | МиГ-15 | МиГ-17 |

### За время войны в Корее
| Выполнено боевых вылетов | Проведено воздушных боев | Сбито самолётов ООН в воздухе |
| ------------------------ | ------------------------ | ----------------------------- |
| 2418                     | 95                       | 40                            |

Свои потери:
| Потеряно самолётов, всего | Погибло лётчиков всего |
| ------------------------- | ---------------------- |
| 10                        | 2                      |

## Самолёты на вооружении
| Период      | Самолёты |
| ----------- | -------- |
| 1942 — 1944 | Як-1     |
| 1942 — 1944 | Як-7     |
| 1943 — 1946 | Як-9     |
| 1946 — 1950 | Як-3     |
| 1950 — 1953 | МиГ-15   |
| 1953 — 1959 | МиГ-17   |

## Базирование
| Период               | Место базирования                                 |
| -------------------- | ------------------------------------------------- |
| 04.1945 — 07.1946    | Ландсберг-на-Варте (Гожув-Велькопольский), Польша |
| 07.1946 — 01.10.1948 | Цесис, Латвийская ССР                             |
| 01.10.1948 — 12.1951 | Калуга                                            |
| 01.1952 — 10.1952    | Мяогоу (Андунь), Китай                            |
| 10.1952 — 12.1959    | Саки, Крым                                        |